# Trojan Dub Box Set Volume 2
A Trojan Dub Box Set Volume 2 egy három lemezes dub válogatás.  2000-ben adta ki a Trojan Records kiadó.

## Számok

### CD 1
1. Sly & The Revolutionaries - Lambs Bread
2. Observer All Stars - Casanova Dub
3. Tommy McCook & The Aggrovators - A Loving Melody
4. Prince Jammy - Fist Of Fury
5. The Upsetters - Kingdom Of Dub
6. Killerman Jarrett - War In A South African (Version)
7. The Roots Radics - Buck Rogers In The Black Hole
8. Linval Thompson - Channel One Dub
9. The Rupie Edwards All Stars - Buckshot Dub
10. The Gregory Isaacs All Stars - Reform Institute
11. Niney & The Soul Syndicate - Smile Dub
12. Augustus Pablo - Well Red
13. King Tubby - Dancing Version
14. Scientist - Young Lover
15. The Revolutionaries - Fredom Dub
16. Truth Fact & Correct - Jungle Fever
17. The Aggrovators - Since I Dub

### CD 2
1. King Tubby - I Trim The Barber
2. Niney & The Soul Syndicate - Here I Come Dub
3. The Aggrovators - Stop The Dubbing
4. Sly & The Revolutionaries - Rizla
5. Linval Thompson - Thompson In Dub
6. The Roots Radics - Gambling
7. Prince Jammy - Throne Of Blood
8. The Rupie Edwards All Stars - Doctor Seaton In The Echo Chamber
9. The Aggrovators - Straight To Channel One Head
10. Augustus Pablo - House Raid
11. The Upsetters - Bad Lamp
12. The Gregory Isaacs All Stars - Embarrassment
13. Observer All Stars - Silver Bullett
14. The Soul Syndicate - This Is The Greatest Version
15. Tommy McCook & The Aggrovators - The Mighty Gates Of Goza
16. The Revolutionaries - Dub I Dub

### CD 3
1. The Upsetters - Bus A Dub
2. The Aggrovators - Soldering Version
3. The Revolutionaries - Roots Man Dub
4. King Tubby - Another Version
5. Prince Jammy - Shaolin Temple
6. Niney & The Soul Syndicate - So Long
7. Winston Fergus - Long Time Version
8. Augustus Pablo - Curly Dub
9. The Gregory Isaacs All Stars - Crofs
10. The Roots Radics - Flash Gordon Meets Luke Sky Walker
11. Linval Thompson - Nigrea Africa Dub
12. Observer All Stars - Mr. D. Brown Skank
13. The Groovemaster - Tanglelocks
14. The Rupie Edwards All Stars - Strictly Dub
15. Scientist - Scientist
16. Tommy McCook & The Aggrovators - True Believer In Dubs
17. Sly & The Revolutionaries - Acapulco Gold

## Külső hivatkozások
- https://web.archive.org/web/20071030165413/http://roots-archives.com/release/3733